# Walter Byron
Jacob Walter „Wally” Byron (Winnipeg, Manitoba, Kanada, 1894. szeptember 2. – Winnipeg, Manitoba, Kanada, 1971. december 22.) olimpiai bajnok kanadai amatőr jégkorongozó. Ősei Izlandról és Angliából származnak.
Kerettag volt az 1920-as nyári olimpia kanadai jégkorongcsapatában. Kapus volt a posztja. Ez nem egy válogatott volt, hanem egy klubcsapat, a Winnipeg Falcons. A csapat mind a három mérkőzést megnyerte, egyedül csak az amerikai válogatottat tudták nehezen megverni 2–0-ra az elődöntőben. A döntőben a svéd válogatottat verték 12–1-re.
Amatőr pályafutása alatt 1920-ban megnyerte az Allan-kupát, amiért az amatőr senior csapatok versengenek Kanadában.
Harcolt az első világháborúban. A Manitobai Jégkorong Hírességek Csarnokának a tagja.